# Liste der Monuments historiques in Bellenaves
Die Liste der Monuments historiques in Bellenaves führt die Monuments historiques in der französischen Gemeinde Bellenaves auf.

## Liste der Bauwerke
| Bezeichnung                                  | Beschreibung                        | Standort | Kennzeichnung | Schutzstatus | Datum | Bild           |
| -------------------------------------------- | ----------------------------------- | -------- | ------------- | ------------ | ----- | -------------- |
| Schloss                                      | Erbaut ab Ende des 14. Jahrhunderts | (Lage)   | PA00092988    | Inscrit      | 2002  | weitere Bilder |
| Château du Beyrat (Foto in der Base Mérimée) | Schloss, erbaut im 12. Jahrhundert  | (Lage)   | PA00092989    | Inscrit      | 1947  |                |
| Kirche St-Martin                             | Erbaut im 12. Jahrhundert           | (Lage)   | PA00092990    | Classé       | 1911  | weitere Bilder |

## Liste der Objekte
| Bezeichnung       | Beschreibung        | Standort        | Kennzeichnung | Schutzstatus | Datum | Bild |
| ----------------- | ------------------- | --------------- | ------------- | ------------ | ----- | ---- |
| Christus am Kreuz | Holz (?), Stein (?) | im Pfarrzentrum | PM03001795    | Inscrit      | 1998  |      |